# Hlajova, Kostopil
Hlajova (în ucraineană Глажова) este un sat în comuna Mașcea din raionul Kostopil, regiunea Rivne, Ucraina.

## Demografie
Componența lingvistică a localității Hlajova
     Ucraineană (97,52%)
     Rusă (2,07%)
     Alte limbi (0,41%)
Conform recensământului din 2001, majoritatea populației localității Hlajova era vorbitoare de ucraineană (97,52%), existând în minoritate și vorbitori de rusă (2,07%).